# Хорнеман, Кристиан
Кристиан Хорнеман (дат. Christian Horneman, 15 августа 1765[…], Копенгаген — 7 марта 1844[…], Копенгаген) — датский художник, миниатюрист, в основном известен своими портретами.

## Биография
Хорнеман родился 15 августа 1765 года в Копенгагене. Посещал Датскую королевскую академию изящных искусств с 1780 года, выиграв её маленькую серебряную медаль в 1785 году и большую серебряную медаль в 1786 году. В 1787 году он уехал за границу для продолжения учёбы, вернулся в Данию через 16 лет. Специализировался на портретных миниатюрах.
Посетил Италию, Вену где Иоганн Генрих Вильгельм Тишбейн и Генрих Фюгер среди теми художниками которые его вдохновили.
В Берлине научился новой художественной технике, скорее всего, от художника Даниэля Ходовецкого, которую он часто использовал в своих более поздних работах.
В 1803 году Хорнеман вернулся в Данию, а в следующем году он был назначен художником-миниатюристом в Королевское датское графство. В 1805 году стал членом Академии, а в 1816 году получил бесплатное место жительства в Шарлоттенборге. В 1835 году он стал профессором.
В последние годы жизни страдал от слабого здоровья и с 1840 году получал годовую пенсию. Скончался в 1844 году, похоронен на кладбище Гарнизон в Копенгагене.

## Галерея

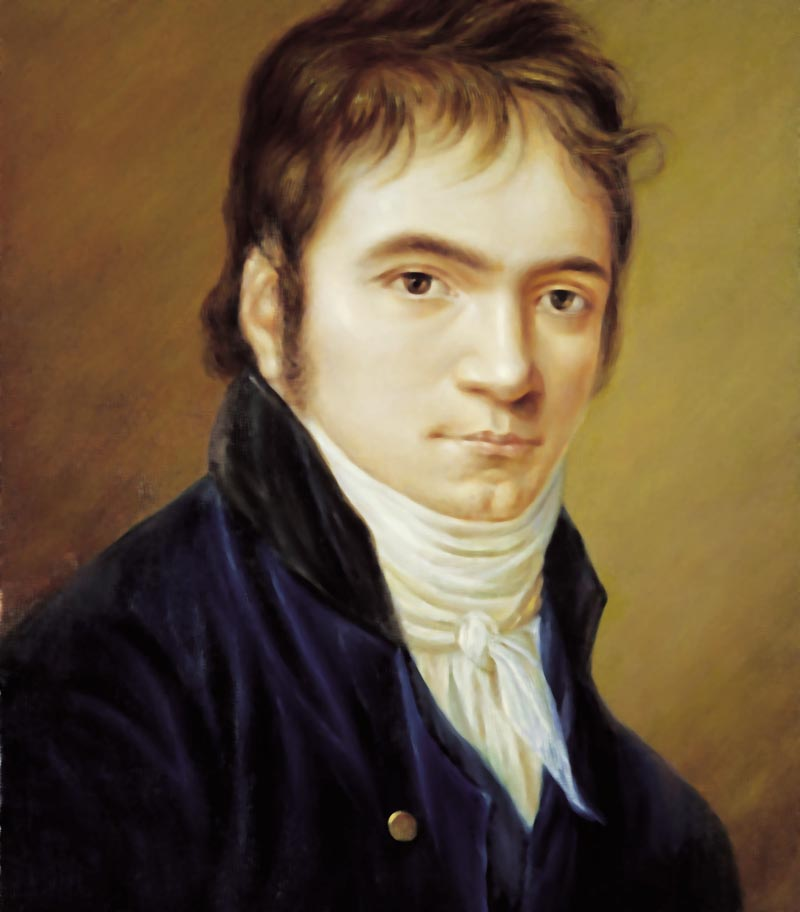
Портрет Людвига ван Бетховена, 1803 г.
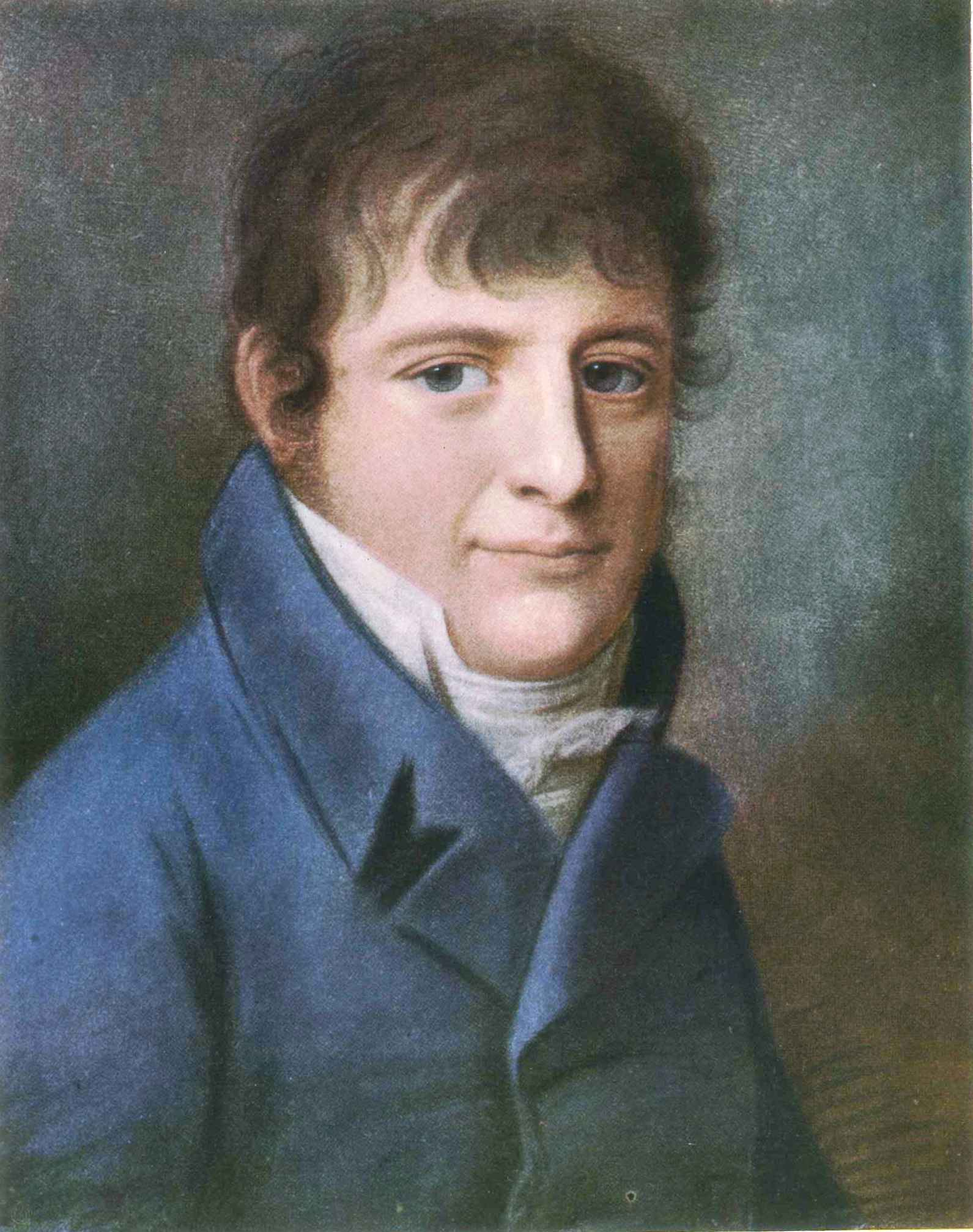
Портрет Германа Веделя Ярлсберга, 1805 г.
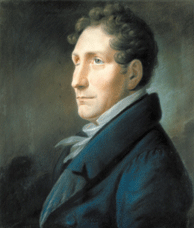
Пастель Фридриха Кулау, 1828 г.
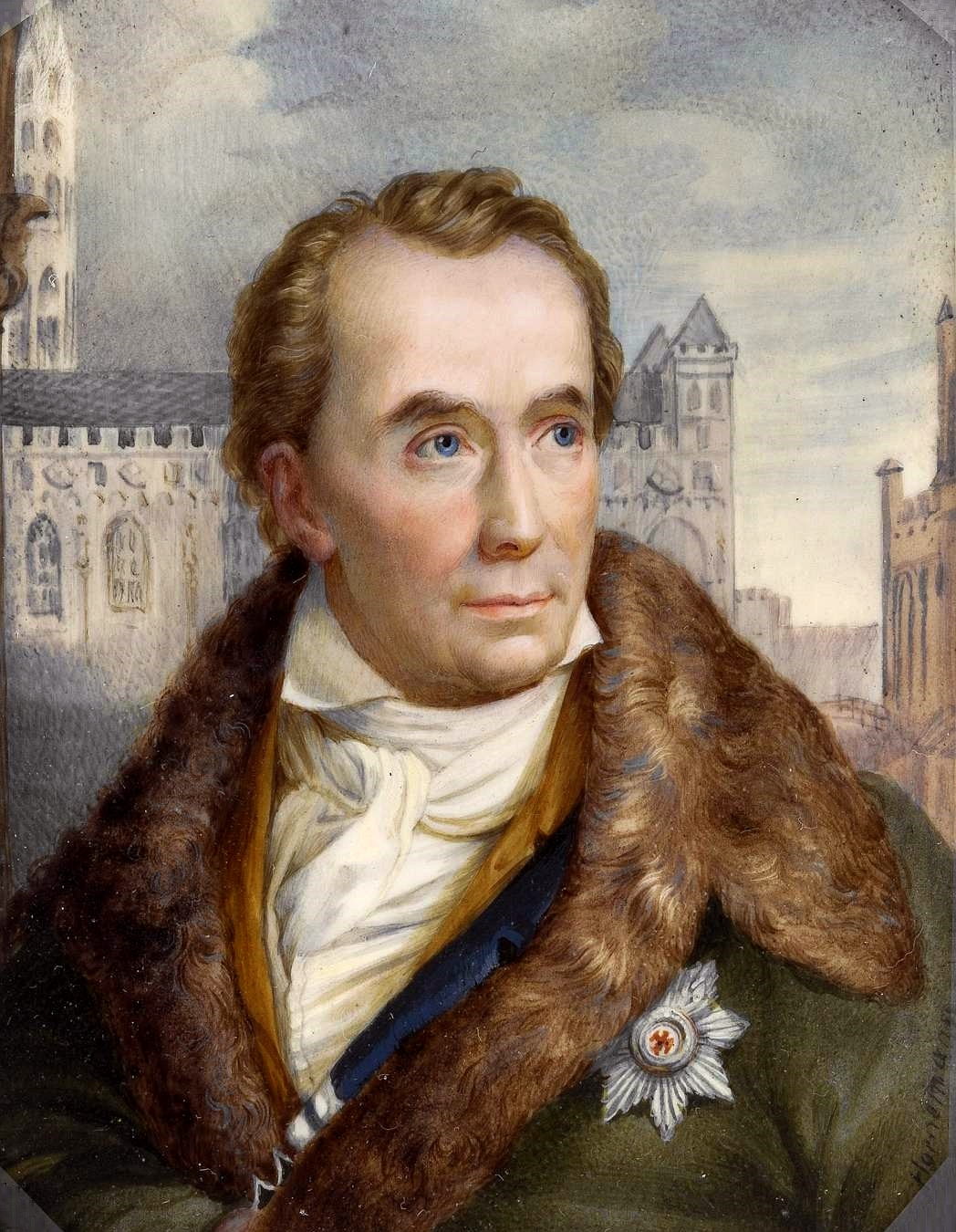
Портрет Майора фон Схона, 1840 г.

## примечания
1. 1 2 3 4  RKDartists (нидерл.)
2. 1 2 3 4  Christian Horneman // Kunstindeks Danmark (дат.)
3. 1 2 3 4  Deutsche Nationalbibliothek Record #123594219 // Gemeinsame Normdatei (нем.) — 2012—2016.
4. ↑  artist list of the National Museum of Sweden — 2016.
5. 1 2  Christian Horneman. Weilbachs Kunstnerleksikon. Дата обращения: 4 января 2010. Архивировано 1 июня 2016 года.